# Trevor Stienburg
Trevor Stienburg (né le 13 mai 1966 à Kingston, Ontario au Canada) est un ancien joueur canadien de hockey sur glace.

## Carrière de joueur
Après une carrière junior en Ontario, Stienburg se joint à l'organisation des Nordiques de Québec qui l'avait repêché en 1984. Il passa la majeure partie de sa carrière professionnelle dans le club-école des Nordiques. Des problèmes de dos l'empêchèrent de réaliser des performances autant qu'il le voulait.
En 1992, les Whalers de Hartford lui offrirent un contrat, mais il ne joua jamais avec eux. Il prit sa retraite du hockey sur glace à la fin de la saison 1993-1994.

## Statistiques
| Saison     | Équipe                  | Ligue      |    | Saison régulière | Saison régulière | Saison régulière | Saison régulière | Saison régulière |   | Séries éliminatoires | Séries éliminatoires | Séries éliminatoires | Séries éliminatoires | Séries éliminatoires |
| Saison     | Équipe                  | Ligue      | PJ | B                | A                | Pts              | Pun              | PJ               | B | A                    | Pts                  | Pun                  |                      |                      |
| 1982-83    | Braves de Brockville    | CJHL       | 47 | 39               | 30               | 69               | 182              | -                | - | -                    | -                    | -                    |                      |                      |
| 1983-1984  | Platers de Guelph       | LHO        | 65 | 33               | 18               | 51               | 104              | -                | - | -                    | -                    | -                    |                      |                      |
| 1984-1985  | Platers de Guelph       | LHO        | 18 | 7                | 12               | 19               | 38               | -                | - | -                    | -                    | -                    |                      |                      |
| 1984-1985  | Knights de London       | LHO        | 22 | 9                | 11               | 20               | 45               | 8                | 1 | 3                    | 4                    | 22                   |                      |                      |
| 1984-1985  | Express de Fredericton  | LAH        | -  | -                | -                | -                | -                | 2                | 0 | 0                    | 0                    | 0                    |                      |                      |
| 1985-1986  | Knights de London       | LHO        | 31 | 12               | 18               | 30               | 88               | 5                | 0 | 0                    | 0                    | 20                   |                      |                      |
| 1985-1986  | Nordiques de Québec     | LNH        | 2  | 1                | 0                | 1                | 0                | 1                | 0 | 0                    | 0                    | 0                    |                      |                      |
| 1986-1987  | Express de Fredericton  | LAH        | 48 | 14               | 12               | 26               | 123              | -                | - | -                    | -                    | -                    |                      |                      |
| 1986-1987  | Nordiques de Québec     | LNH        | 6  | 1                | 0                | 1                | 12               | -                | - | -                    | -                    | -                    |                      |                      |
| 1987-1988  | Express de Fredericton  | LAH        | 55 | 12               | 24               | 36               | 279              | 13               | 3 | 3                    | 6                    | 115                  |                      |                      |
| 1987-1988  | Nordiques de Québec     | LNH        | 8  | 0                | 1                | 1                | 24               | -                | - | -                    | -                    | -                    |                      |                      |
| 1988-1989  | Nordiques de Québec     | LNH        | 55 | 6                | 3                | 9                | 125              | -                | - | -                    | -                    | -                    |                      |                      |
| 1989-1990  | Citadels d'Halifax      | LAH        | 11 | 3                | 3                | 6                | 36               | -                | - | -                    | -                    | -                    |                      |                      |
| 1990-1991  | Citadels d'Halifax      | LAH        | 41 | 16               | 7                | 23               | 190              | -                | - | -                    | -                    | -                    |                      |                      |
| 1991-1992  | Nighthawks de New Haven | LAH        | 66 | 17               | 22               | 39               | 201              | 1                | 0 | 0                    | 0                    | 2                    |                      |                      |
| 1992-1993  | Indians de Springfield  | LAH        | 65 | 14               | 20               | 34               | 244              | 10               | 0 | 0                    | 0                    | 31                   |                      |                      |
| 1993-1994  | Indians de Springfield  | LAH        | 47 | 4                | 10               | 14               | 134              | -                | - | -                    | -                    | -                    |                      |                      |
| Totaux LNH | Totaux LNH              | Totaux LNH | 71 | 8                | 4                | 12               | 161              | 1                | 0 | 0                    | 0                    | 0                    |                      |                      |

## Transactions en carrière
- 21 juillet 1992 : signe un contrat comme agent libre avec les Whalers de Hartford.